# 西藏军区生产建设师
西藏军区生产师，是1970年至1979年设于中国西藏的由军队管理的农垦组织。以下乡知识青年为主，包括现役军人、复转退军人、地方干部、农垦职工等群体组成。采取兵团-师-团-连建制，不常设营级。

## 历史
由于西藏军区从大军区级降为隶属成都军区的省军区级，原为正军级的西藏军区生产部1970年改编为西藏军区生产建设师，下辖9个团级单位，受西藏自治区党委和西藏军区双重领导。将生产建设师的生产建设正式纳入西藏的国民经济计划之中。
1979年初，遵照中央的指示，西藏军区生产建设师撤编，移交地方改为自治区农垦局。1980年改为自治区农垦厅。，1985年自治区农垦厅解散。

## 组织结构
- 副政委张林
- 政治部主任张俊明（步兵第十一师政治部副主任调任）

## 纪念
- 林周农场场部旧址：2009年、2010年相继被公布为林周县、拉萨市的文物保护单位。2013年被西藏自治区人民政府公布为第六批西藏自治区文物保护单位。